# StrommoussHeld
StroummoussHeld est un groupe de metal avant-gardiste et industriel polonais, originaire de Katowice. Formé en 1999, le groupe se dissous en 2014. Il compte un total de trois démos, un EP, et un album studio.

## Biographie
StrommoussHeld est formé en 1999 par Norrim, Ulv et Maels. Au début de son existence, il attire l'intérêt du public et des critiques. Concernant le nom du groupe, Maels explique en 2003 que : « C'est un secret... Peut-être qu'on en dira plus à l'avenir. Notre nom est difficile à prononcer, notre musique est dure à définir et, en tant que personnes et musiciens, on est très difficile à comprendre. »
En trois ans, le groupe enregistre trois démos, Vexilla Regis Prodeunt Inferni... (1999), Being as a Compromise (2000), et My Microcosmos (2001), avant de signer au label italien Avantgarde Music. En 2003, le groupe publie son premier album studio Behind the Curtain, chez Avantgarde, qui est encensé par la presse spécialisée. Il obtient le prix de l'album du mois dans plusieurs magazines européens. La même année, le groupe est classé deuxième dans un sondage du magazine Metal Hammer dans la catégorie « début de l'année ». En soutien à l'album, le groupe tourne dans plusieurs festivals de metal et gothique incluant le Metalmania et Dark Stars en 2003, et le Castle Party en 2005. Le groupe enregistre le clip de la chanson D.E.C.E.P.T.I.O.N., issue de l'album.
Toujours en 2003, StrommoussHeld se lance dans les enregistrements de son nouvel EP, intitulé Halfdecadance, au SH Studio de Katowice. Il est initialement annoncé pour le 22 juin 2004 au label 22 Records, et finalement repoussé au 25 octobre 2004 au label Metal Mind Productions, accompagné d'une édition au format digipack l'année suivante, en 2005. À la fin de 2005, le groupe se sépare de Metal Mind Productions, et annonce un nouveau batteur. Ils annoncent également leur participation le 17 décembre 2005 au Metalfilia Festival de Cracovie. 
En novembre 2006, ils annoncent la venue d'un second album studio, qui ne sera jamais publié. En 2007, ils publient une nouvelle chanson Long Ago Gone sur Myspace. En mars 2008, les membres lancent un nouveau groupe baptisé Horisun. Après des années d'inactivité, le groupe se sépare en 2014.

## Style musical
Maels définit le style musical du groupe sous le terme de « dark metal industriel psychédélique ».

## Membres

### Derniers membres
- Maels - guitare, chant, échantillonneur, programmation (1999-2014)[2]
- L.Th - basse (2000-2014)[2]
- Michael Fomin - batterie (2001-2014)[2]

### Anciens membres
- Ulv -  basse (1999-2000)[2]
- Norrim - échantillonneur, programmation (1999-2009)[2]
- Fearth - batterie (2000-2001)[2]
- Fear - batterie (2003-2005)[2]
- Vorm - guitare (2003)[2]
- Nox - synthétiseur (2003-?)[2]
- K-vass - chant, effets visuels (2004-2013)[2]
- Veris - batterie (2005-2006)[2]

## Discographie
- 1999 : Vexilla Regis Prodeunt Inferni... (démo)
- 2000 : Being as a Compromise (démo)
- 2001 : My Microcosmos (démo)
- 2003 : Behind the Curtain (album studio)
- 2004 : Halfdecadance (EP)
- 2009 : Connective Tissue (single)